# Susan Easton Black

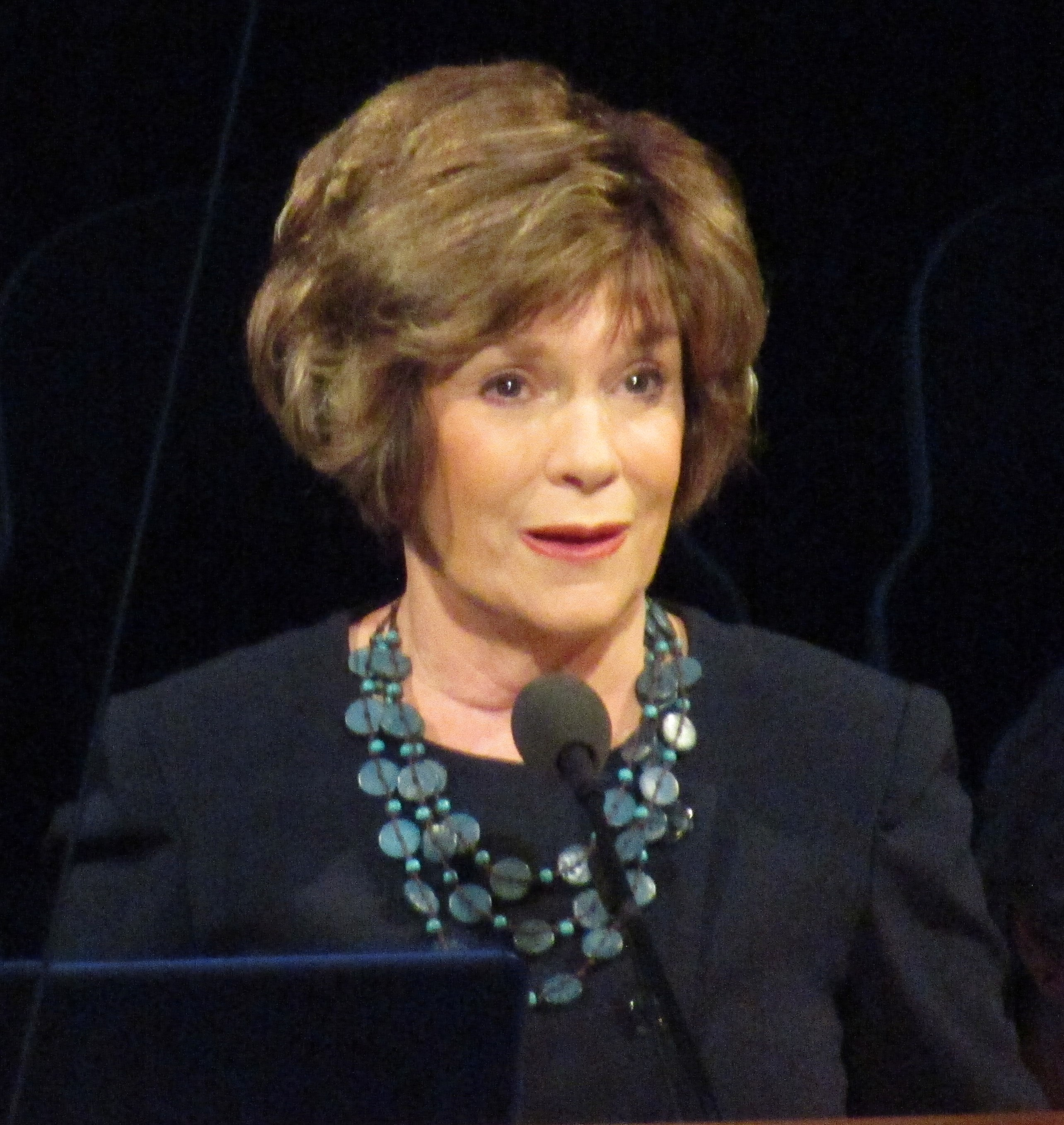
Susan Easton Black im Jahre 2018

Susan Easton Black (* 1944 als Susan Lindsay Ward) ist eine ehemalige Professorin für die Themen Kirchengeschichte und Lehre an der Brigham Young University. Sie ist auch die Autorin einiger Bücher über Joseph Smith und die frühe Geschichte der Kirche Jesu Christi der Heiligen der Letzten Tage.

## Berufliche Laufbahn
Black besitzt einen Doctor-of-Education-Titel der Brigham Young University. Sie trat der Fakultät der Universität im Jahre 1978 bei. Black bekam den Karl G. Maeser-Preis im Jahre 2000. Sie diente auch als eine stellvertretende Dekanin des Bildungsbereichs der Universität.
Im Jahre 2009 war Black eine Stiftungsgründerin der kirchlichen Nauvoo University. Diese Universität war als Nachfolge der von Joseph Smith gegründeten University of Nauvoo gedacht. Die Universität von Smith musste nach seiner Ermordung und der Flucht der Mormonen nach Westen eingestellt werden. Jedoch musste auch die neue Nauvoo University im Jahre 2010 schließen.

## Persönliches Leben
Sie war mit Harvey B. Black, einem Professor für Psychologie und Technologie an der Brigham Young University verheiratet, bis zu dessen Tod.
Im Jahre 2013 heiratete sie George Durrant, mit dem sie eine Kirchenmission im Nauvoo-Tempel diente. Danach diente sie in mehreren historischen Kirchenmissionen in St. George (Utah).

## Werke
Unter ihren Büchern sind: Joseph Smith: Praise to the Man (mit John Telford), Joseph, Exploring the Life and Ministry of the Prophet (mit Andrew Skinner), Setting the Record Straight: Emma Smith: An Elect Lady, Setting the Record Straight: Joseph Smith, the Mormon Prophet, Son of Man, Vol. 1: The Early Years (mit Liz Lemon Swindle), The A to Z of Church History and Doctrine and Covenants, und Who's Who in the Doctrine and Covenants.